# Puccinia pogonatheri
Puccinia pogonatheri ist eine Ständerpilzart aus der Ordnung der Rostpilze (Pucciniales). Der Pilz ist ein Endoparasit von Pogonatherum paniceum. Symptome des Befalls durch die Art sind Rostflecken und Pusteln auf den Blattoberflächen der Wirtspflanzen. Sie ist weiten Teilen Südostasiens anzutreffen.

## Merkmale

### Makroskopische Merkmale
Puccinia pogonatheri ist mit bloßem Auge nur anhand der auf der Oberfläche des Wirtes hervortretenden Sporenlager zu erkennen. Sie wachsen in Nestern, die als gelbliche bis braune Flecken und Pusteln auf den Blattoberflächen erscheinen.

### Mikroskopische Merkmale
Das Myzel von Puccinia pogonatheri wächst wie bei allen Puccinia-Arten interzellulär und bildet Saugfäden, die in das Speichergewebe des Wirtes wachsen. Aecien oder Spermogonien der Art sind nicht bekannt. Die Uredien sind dunkel zimtbraun gefärbt und wachsen blattunterseitig auf der Oberfläche des Wirts. Ihre ebenfalls dunkel zimtbraunen Uredosporen sind oval, 25–30 × 19–23 µm groß und fein stachelwarzig. Die Telien der Art sind schwarzbraun, früh offenliegend und kompakt. Die haselnussbraunen Teliosporen sind zweizellig, in der Regel ellipsoid bis keulig-ellipsoid und 40–48 × 20–24 µm groß; ihre Stiele sind bräunlich und bis zu 85 µm lang.

## Verbreitung
Das bekannte Verbreitungsgebiet von Puccinia pogonatheri reicht von Indien und Sri Lanka über Taiwan und die Philippinen bis nach Neuguinea.

## Ökologie
Die Wirtspflanze von Puccinia pogonatheri ist Pogonatherum paniceum. Der Pilz ernährt sich von den im Speichergewebe der Pflanzen vorhandenen Nährstoffen, seine Sporenlager brechen später durch die Blattoberfläche und setzen Sporen frei. Die Art verfügt über einen Entwicklungszyklus, von dem bislang lediglich Telien, Uredien sowie deren Wirt bekannt sind; Spermogonien und Aecien konnten dem Pilz nicht zugeordnet werden.